# Перепечино (Московская область)
Перепе́чино — деревня в Московской области России. Входит в городской округ Химки. Население — 49 чел. (2010).
При строительстве третьей ВПП аэропорта Шереметьево деревня планировалась к полному выселению и сносу. По состоянию на 2022 год, деревня снесена на приблизительно на 95 процентов от прежнего состояния, из ста домов сохранилось около пяти.  

## География
Деревня Перепечино расположена в центральной части Московской области, на северо-востоке округа, примерно в 12 км к северу от центра города Химки и в 33 км к юго-востоку от города Солнечногорска, в 13 км от Московской кольцевой автодороги, на правом берегу впадающей в Клязьму реки Мещерихи, севернее аэропорта Шереметьево.
В деревне 4 улицы — Новая, Придорожная, Совхозная и Торговая. Ближайшие населённые пункты — деревни Дубровки, Исаково, Чашниково и Шемякино. Связана прямым автобусным сообщением с городом Химки (станция Сходня).

## История
В «Списке населённых мест» 1862 года Перепечина (Перепечино) — владельческая деревня 4-го стана Московского уезда Московской губернии по левую сторону Рогачёвского тракта (между Дмитровским трактом и Московским шоссе), в 27 верстах от губернского города, при реке Албе, с 16 дворами и 127 жителями (57 мужчин, 70 женщин).
По данным на 1890 год входила в состав Озерецкой волости Московского уезда, число душ составляло 139 человек.
В 1913 году — 26 дворов.
По материалам Всесоюзной переписи населения 1926 года — деревня Чашниковского сельсовета Трудовой волости Московского уезда, проживало 105 жителей (45 мужчин, 60 женщин), насчитывалось 27 хозяйств, среди которых 26 крестьянских.
С 1929 года — населённый пункт в составе Коммунистического района Московского округа Московской области. Постановлением ЦИК и СНК от 23 июля 1930 года округа как административно-территориальные единицы были ликвидированы.
1929—1935 гг. — деревня Чашниковского сельсовета Коммунистического района.
1935—1939 гг. — деревня Чашниковского сельсовета Солнечногорского района.
1939—1959 гг. — деревня Чашниковского сельсовета Краснополянского района.
1959—1960 гг. — деревня Чашниковского сельсовета Химкинского района.
1960—1963 гг. — деревня Искровского сельсовета Солнечногорского района.
1963—1965 гг. — деревня Искровского сельсовета Солнечногорского укрупнённого сельского района.
1965—1994 гг. — деревня Искровского сельсовета Солнечногорского района.
В 1994 году Московской областной думой было утверждено положение о местном самоуправлении в Московской области, сельские советы как административно-территориальные единицы были преобразованы в сельские округа.
В 1994—2004 гг. деревня входила в Искровский сельский округ Солнечногорского района, в 2005—2019 годах — в Лунёвское сельское поселение Солнечногорского муниципального района, в 2019—2022 годах  — в состав городского округа Солнечногорск, с 1 января 2023 года включена в состав городского округа Химки.

## Население
| 1852 | 1859 | 1890 | 1899 | 1926 | 1966 | 1998 |
| ---- | ---- | ---- | ---- | ---- | ---- | ---- |
| 133  | ↘127 | ↗139 | ↘107 | ↘105 | ↗152 | ↘26  |
| 2002 | 2010 |      |      |      |      |      |
| ↗35  | ↗49  |      |      |      |      |      |